# Färöische Fußballmeisterschaft der Frauen 1989
Die Färöische Fußballmeisterschaft der Frauen 1989 wurde in der 1. Deild genannten ersten färöischen Liga ausgetragen und war insgesamt die fünfte Saison. Sie startete am 7. Mai 1989 und endete am 17. September 1989.
Aufsteiger Skála ÍF war der 14. Teilnehmer der höchsten Spielklasse. Meister wurde Titelverteidiger HB Tórshavn, die den Titel somit zum dritten Mal erringen konnten. Absteigen musste hingegen NSÍ Runavík nach zwei Jahren Erstklassigkeit. NSÍ Runavík blieb hierbei über die gesamte Spielzeit ohne Punktgewinn. Ohne Punkt blieben ansonsten nur GÍ Gøta II (1985) MB Miðvágur (1986 und 1991), KÍ Klaksvík (1987) sowie Skála ÍF (1998).
Im Vergleich zur Vorsaison verbesserte sich die Torquote auf 3,88 pro Spiel, was den höchsten Schnitt seit 1985 bedeutete. Den höchsten Sieg erzielte B36 Tórshavn mit einem 11:0 im Heimspiel gegen NSÍ Runavík am 13. Spieltag. Dies war gemeinsam mit dem 10:1 zwischen ÍF Fuglafjørður und NSÍ Runavík am zehnten Spieltag zudem das torreichste Spiel.

## Modus
In der 1. Deild spielte jede Mannschaft an 14 Spieltagen jeweils zwei Mal gegen jede andere. Die punktbeste Mannschaft zu Saisonende stand als Meister dieser Liga fest, die letzte Mannschaft stieg in die 2. Deild ab.

## Saisonverlauf

### Meisterschaftsentscheidung
ÍF Fuglafjørður führte die Tabelle nach vier Spielen mit vier Siegen an, dicht gefolgt von HB Tórshavn und B36 Tórshavn, welche nur am ersten Spieltag beim direkten Aufeinandertreffen, welches 2:2 endete, Punkte abgaben. Durch einen 2:0-Auswärtserfolg von HB gegen ÍF am darauffolgenden Spieltag übernahm B36 durch einen 6:0-Auswärtssieg gegen GÍ Gøta aufgrund der besseren Tordifferenz die Tabellenführung. Am siebten Spieltag mussten sie diese durch ein 1:1 im Auswärtsspiel gegen ÍF Fuglafjørður an HB, welche sich zu Hause mit 6:1 gegen KÍ Klaksvík durchsetzten, abgeben. HB Tórshavn baute die Führung am darauffolgenden Spieltag mit einem 2:0 im direkten Duell gegen B36 Tórshavn noch aus und gewann auch alle restlichen Spiele, wobei B36 die nächsten drei Spiele verlor und ÍF vorbeiziehen konnte. Die Entscheidung um die Meisterschaft fiel nach dem zwölften Spieltag durch einen 6:1-Heimsieg von HB Tórshavn gegen ÍF Fuglafjørður.

### Abstiegskampf
NSÍ Runavík blieb die komplette Spielzeit ohne Punktgewinn und stand schon nach der 1:6-Heimniederlage gegen HB Tórshavn am elften Spieltag als Absteiger fest, da der Abstand zum Siebtplatzierten GÍ Gøta bereits sieben Punkte betrug und nicht mehr aufgeholt werden konnte.

## Abschlusstabelle
| Pl. | Verein          | Sp. | S  | U | N  | Tore    | Diff. | Punkte |
| --- | --------------- | --- | -- | - | -- | ------- | ----- | ------ |
| 1.  | HB Tórshavn (M) | 14  | 13 | 1 | 0  | 053:800 | +45   | 27:10  |
| 2.  | ÍF Fuglafjørður | 14  | 9  | 1 | 4  | 035:180 | +17   | 19:90  |
| 3.  | B36 Tórshavn    | 14  | 8  | 2 | 4  | 043:150 | +28   | 18:10  |
| 4.  | KÍ Klaksvík     | 14  | 8  | 1 | 5  | 029:190 | +10   | 17:11  |
| 5.  | Skála ÍF (N)    | 14  | 6  | 2 | 6  | 019:200 | −1    | 14:14  |
| 6.  | EB Eiði         | 14  | 4  | 2 | 8  | 018:260 | −8    | 10:18  |
| 7.  | GÍ Gøta         | 14  | 3  | 1 | 10 | 015:390 | −24   | 07:21  |
| 8.  | NSÍ Runavík     | 14  | 0  | 0 | 14 | 005:720 | −67   | 0:28   |

| (N) | Aufsteiger   |
| (M) | Meister 1988 |

## Spiele und Ergebnisse
|                 | B36 | EB  | GÍ    | HB  | ÍF  | KÍ  | NSÍ   | Skála |
| --------------- | --- | --- | ----- | --- | --- | --- | ----- | ----- |
| B36 Tórshavn    |     | 4:0 | 3:1   | 2:2 | 1:0 | 0:2 | 11:00 | 2:0   |
| EB Eiði         | 2:1 |     | 1:0   | 0:3 | 2:3 | 1:1 | 2:0   | 0:1   |
| GÍ Gøta         | 0:6 | 1:0 |       | 0:2 | 1:3 | 0:3 | 6:0   | 1:1   |
| HB Tórshavn     | 2:0 | 2:1 | 10:00 |     | 6:1 | 6:1 | 6:0   | 2:0   |
| ÍF Fuglafjørður | 1:1 | 4:1 | 3:1   | 0:2 |     | 1:0 | 10:10 | 6:0   |
| KÍ Klaksvík     | 1:4 | 5:2 | 2:0   | 1:2 | 2:0 |     | 6:0   | 2:1   |
| NSÍ Runavík     | 1:8 | 0:5 | 1:3   | 1:6 | 0:2 | 0:2 |       | 1:2   |
| Skála ÍF        | 3:0 | 1:1 | 4:1   | 1:2 | 0:1 | 2:1 | 3:0   |       |

## Torschützenliste
Bei gleicher Anzahl von Treffern sind die Spielerinnen nach dem Nachnamen alphabetisch geordnet.
| Platz | Spieler             | Mannschaft      | Tore |
| ----- | ------------------- | --------------- | ---- |
| 1     | Hildur Rasmussen    | B36 Tórshavn    | 16   |
| 2     | Malan Klakkstein    | KÍ Klaksvík     | 14   |
| 3     | Linda Toftegaard    | ÍF Fuglafjørður | 12   |
| 4     | Sigrun Mikkelsen    | HB Tórshavn     | 10   |
| 4     | Sóley Mikkelsen     | Skála ÍF        | 10   |
| 4     | Guðrið í Stórustovu | HB Tórshavn     | 10   |
| 7     | Helga Ellingsgaard  | HB Tórshavn     | 09   |
| 8     | Inga Danberg        | B36 Tórshavn    | 08   |
| 9     | Durita Eliasen      | ÍF Fuglafjørður | 06   |
| 9     | Ann Hansen          | ÍF Fuglafjørður | 06   |
| 9     | Eyðrun Kruse        | EB Eiði         | 06   |

## Die Meistermannschaft
In Klammern sind die Anzahl der Einsätze genannt.
| 1. | HB Tórshavn |
|    | Oda Andreasen (6/1) \| Inga Dahl (14/1) \| Rannvá Dam (13/1) \| Hansina Debes (1/0) \| Eyðvør úr Dímun (6/0) \| Durita Djurhuus (9/0) \| Kára á Dunga (1/0) \| Ann Ellefsen (1/0) \| Durita Ellefsen (5/0) \| Helga Ellingsgaard (11/9) \| Sólvá Eystberg (2/3) \| Gunnfríð Guttesen (1/0) \| Gunrid Hansen (14/2) \| Anita Hoydal (2/0) \| Barbara Jakobsen (6/5) \| Bjørg Joensen (8/5) \| Bjørg Kristoffersen (1/0) \| Sigrun Mikkelsen (14/10) \| Gry Patursson (10/1) \| Ingun Schiller (1/0) \| Guðrið í Stórustovu (10/10) \| Beinta Thomassen (7/0) \| Beinta Wardum (13/5) \| Rúna Wardum (1/0) ohne Einsatz: Ann Mortensen - Trainer: Jóannes Jakobsen |